# Danh sách đĩa nhạc của Sia
Ca sĩ kiêm sáng tác nhạc người Úc Sia đã phát hành 9 album phòng thu, 6 album trực tiếp, 67 đĩa đơn (bao gồm 17 đĩa đơn với tư cách là nghệ sĩ góp mặt) và 45 video âm nhạc. Năm 1997, cô phát hành album phòng thu đầu tay của cô, có tựa đề OnlySee. Album đã không đạt được thành công về phương diện thương mại, và không bài hát nào trong số những bài hát trong album được phát hành dưới dạng các đĩa đơn. Bốn năm sau đó, Sia phát hành album phòng thu thứ hai của cô, Healing Is Difficult, vào năm 2001. Album bao gồm ba đĩa đơn: "Taken for Granted", "Little Man" và "Drink to Get Drunk". Đĩa đơn đầu tiên, "Taken for Granted", đứng ở vị trí thứ 10 trong bảng xếp hạng UK Singles Chart.
Năm 2004, album phòng thu thứ ba của nữ ca sĩ, Colour the Small One, chính thức ra mắt. Bốn đĩa đơn của album bao gồm "Don't Bring Me Down", "Breathe Me", "Where I Belong" và "Numb". "Breathe Me" là đĩa đơn thành công nhất từ album Colour the Small One, giành lấy vị trí xếp hạng thứ 19 ở Đan Mạch, thứ 71 ở Liên hiệp Anh (L.H. Anh) và thứ 81 ở Pháp. Năm 2008, Some People Have Real Problems, là album phòng thu thứ tư của Sia, được phát hành. Album đã được chứng nhận Vàng bởi Hiệp hội Công nghiệp ghi âm Úc (ARIA), và bao gồm bốn đĩa đơn: "Day Too Soon", "The Girl You Lost to Cocaine", "Soon We'll Be Found" và "Buttons". Album tiếp theo, We Are Born được ra mắt vào năm 2010. Album được ARIA chứng nhận Vàng, và bao gồm các đĩa đơn "You've Changed", "Clap Your Hands", "Bring Night" và "I'm in Here".
Năm 2011, Sia góp mặt trong các đĩa đơn nằm trong các bảng xếp hạng top 10, gồm "Titanium" của David Guetta và "Wild Ones" của Flo Rida. Năm 2013, Sia đóng góp bài hát "Elastic Heart" làm phần nhạc phim của bộ phim Mỹ năm 2013 The Hunger Games: Bắt lửa. Một năm sau, nữ ca sĩ cho phát hành album phòng thu thứ sáu, 1000 Forms of Fear. Nó trở thành album được phát hành thành công nhất của Sia, đứng đầu các bảng xếp hạng ở Úc, Canada và Mỹ. Nó đã sớm được chứng nhận Bạch kim ở Úc vàng ở Pháp. Cho đến tháng 1 năm 2016, album đã bán được 1 triệu bản trên toàn cầu. Đĩa đơn đầu tiên của album, "Chandelier", trở thành đĩa đơn quán quân đầu tiên của Sia với tư cách là một nghệ sĩ hát chính, được xếp hạng trong top 10 trên các bảng xếp hạng của nhiều quốc gia. 1000 Forms of Fear được quảng bá rộng rãi bởi các đĩa đơn như "Big Girls Cry", phiên bản đơn ca do Sia trình bày của đĩa đơn "Elastic Heart", và "Fire Meet Gasoline".
Album thứ bảy của Sia, This Is Acting, được phát hành vào năm 2016. Nó trở thành album thứ hai của cô liên tiếp đứng đầu các bảng xếp hạng âm nhạc, nằm trong top 10 ở nhiều quốc gia, bao gồm Canada, L.H. Anh và Mỹ. Hai đĩa đơn "Alive" và "Cheap Thrills" (cả phiên bản đơn ca và phiên bản có sự góp giọng của nam ca sĩ/rapper Sean Paul) trong album được xếp hạng trong top 10 ở đất nước quê hương cô. Trong đó "Cheap Thrills" trở thành bài hát nổi tiếng nhất của cô với tư cách là một nghệ sĩ hát chính, vươn lên đứng ở top 5 ở nhiều nước châu Âu và đứng đầu trong bảng xếp hạng Billboard Hot 100, cũng là bài hát đầu tiên của Sia có vị trí cao đến như vậy.
Trong vai trò là một người viết bài hát, cô đã bán được hơn 25 triệu bài hát trên toàn cầu tính đến tháng 10 năm 2014.
Sia đã đạt được hơn 50 tỉ lượt stream trên toàn cầu tính đến tháng 11 năm 2020.

## Album

### Album phòng thu
| OnlySee                                                                           | - Phát hành: 23 tháng 12 năm 1997 - Hãng đĩa: Flavoured - Định dạng: CD                                             | —  | —  | —  | —  | —  | —  | —  | —  | —   | —  | - Úc: 1.200                                             | |
| Healing Is Difficult                                                              | - Phát hành: 9 tháng 7 năm 2001 - Hãng đĩa: Columbia - Định dạng: tải kỹ thuật số                                   | 99 | —  | —  | —  | —  | —  | —  | —  | —   | —  |                                                         | |
| Colour the Small One                                                              | - Phát hành: 12 tháng 1 năm 2004 - Hãng đĩa: Systemtactic, Go! Beat - Định dạng: CD, tải kỹ thuật số                | —  | —  | —  | —  | —  | —  | —  | —  | 180 | —  |                                                         | |
| Some People Have Real Problems                                                    | - Phát hành: 8 tháng 1 năm 2008 - Hãng đĩa: Monkey Puzzle, Hear Music - Định dạng: CD, tải kỹ thuật số              | 41 | —  | —  | 58 | —  | —  | —  | —  | 106 | 26 |                                                         | - Úc: Vàng |
| We Are Born                                                                       | - Phát hành: 18 tháng 6 năm 2010 - Hãng đĩa: Monkey Puzzle - Định dạng: LP, CD, tải kỹ thuật số                     | 2  | 60 | 14 | 42 | 73 | —  | —  | —  | 74  | 37 |                                                         | - Úc: Vàng |
| 1000 Forms of Fear                                                                | - Phát hành: 4 tháng 7 năm 2014 - Hãng đĩa: Monkey Puzzle, RCA - Định dạng: LP, CD, tải kỹ thuật số                 | 1  | 1  | 5  | 8  | 30 | 33 | 4  | 4  | 5   | 1  | - Toàn cầu: 1.000.000 - L.H. Anh: 300.000 - Mỹ: 500.000 | - Úc: Bạch kim - L.H. Anh: Bạch kim - Thụy Điển: Bạch kim - IFPI Đan Mạch: Bạch kim - Canada: Vàng - Mỹ: Vàng - Pháp: Bạch kim                               |
| This Is Acting                                                                    | - Phát hành: 29 tháng 1 năm 2016 - Hãng đĩa: Monkey Puzzle, RCA - Định dạng: LP, CD, tải kỹ thuật số                | 1  | 2  | 11 | 3  | 14 | 13 | 5  | 10 | 3   | 4  | - Toàn cầu: 1.200.000                                   | - Úc: Vàng - L.H. Anh: Bạch kim - Đức: Vàng - Ý: Vàng - IFPI Đan Mạch: Bạch kim - Canada: 2× Bạch kim - Mỹ: Bạch kim - New Zealand: Vàng - Pháp: 3× Bạch kim |
| Everyday Is Christmas                                                             | - Phát hành: 17 tháng 11 năm 2017 - Hãng đĩa: Monkey Puzzle, Atlantic - Định dạng: CD, LP, tải kỹ thuật số          | 7  | 8  | 7  | 41 | 38 | 56 | 22 | 7  | 39  | 27 | - Mỹ: 15.000                                            | |
| Music – Songs from and Inspired by the Motion Picture                             | - Phát hành: 12 tháng 2 năm 2021 - Hãng đĩa: Monkey Puzzle, Atlantic - Định dạng: LP, CD, cassette, tải kỹ thuật số | 12 | 88 | —  | 29 | 28 | —  | —  | —  | 90  | —  |                                                         | |
| "—" biểu thị album không được phát hành hoặc không được xếp hạng tại quốc gia đó. | |    |    |    |    |    |    |    |    |     |    |                                                         | |

### Album tuyển tập
| Tiêu đề    | Thông tin album                                                                               | Vị trí cao nhất |
| Tiêu đề    | Thông tin album                                                                               | Úc              |
| ---------- | --------------------------------------------------------------------------------------------- | --------------- |
| Best Of... | - Phát hành: 30 tháng 3 năm 2012 - Hãng đĩa: Inertia Records - Định dạng: CD, tải kỹ thuật số | 27              |

### Album trực tiếp
| Tiêu đề                                                    | Thông tin album                                                                                         |
| ---------------------------------------------------------- | --- |
| Lady Croissant                                             | - Phát hành: 3 tháng 4 năm 2007 - Hãng đĩa: Astralwerks - Định dạng: tải kỹ thuật số                    |
| iTunes Live from Sydney                                    | - Phát hành: 4 tháng 5 năm 2009 - Hãng đĩa: Monkey Puzzle - Dạng: tải kỹ thuật số                       |
| iTunes Live – ARIA Concert Series                          | - Phát hành: 11 tháng 5 năm 2010 - Hãng đĩa: Monkey Puzzle - Định dạng: tải kỹ thuật số                 |
| The We Meaning You Tour (Copenhagen 12.05.2010)            | - Phát hành: 19 tháng 7 năm 2011 - Hãng đĩa: Monkey Puzzle - Định dạng: CD                              |
| The We Meaning You Tour, Live at the Roundhouse 27.05.2010 | - Phát hành: 19 tháng 7 năm 2011 - Hãng đĩa: Monkey Puzzle - Định dạng: CD                              |
| Spotify Sessions                                           | - Phát hành: 8 tháng 4 năm 2016 - Hãng đĩa: Monkey Puzzle - Định dạng: LP, Streaming                    |
| triple j Live at the Wireless – Big Day Out 2011           | - Phát hành: 15 tháng 5 năm 2020 - Hãng đĩa: Australian Broadcasting Corporation - Định dạng: Streaming |

### Album phối lại
| Tiêu đề                                | Thông tin album                                                                              |
| -------------------------------------- | -------------------------------------------------------------------------------------------- |
| The Girl You Lost to Cocaine (Remixes) | - Phát hành: 6 tháng 5 năm 2008 - Hãng đĩa: Ultra Records - Định dạng: tải kỹ thuật số       |
| Remixes 1 – EP                         | - Phát hành: 15 tháng 7 năm 2008 - Hãng đĩa: Go! Beat Records - Định dạng: tải kỹ thuật số   |
| Remixes 2 – EP                         | - Phát hành: 15 tháng 7 năm 2008 - Hãng đĩa: Go! Beat Records - Định dạng: tải kỹ thuật số   |
| Buttons (Remixes)                      | - Phát hành: 25 tháng 11 năm 2008 - Hãng đĩa: Monkey Puzzle - Định dạng: CD, tải kỹ thuật số |
| Elastic Heart (The Remixes)            | - Phát hành: 14 tháng 4 năm 2014 - Hãng đĩa: Monkey Puzzle - Định dạng: tải kỹ thuật số      |
| Chandelier Remixes – EP                | - Phát hành: 22 tháng 7 năm 2014 - Hãng đĩa: Monkey Puzzle - Định dạng: CD, tải kỹ thuật số  |
| Big Girls Cry (Remixes) – EP           | - Phát hành: 24 tháng 4 năm 2015 - Hãng đĩa: Monkey Puzzle - Định dạng: tải kỹ thuật số      |
| Alive (Remixes) – EP                   | - Phát hành: 8 tháng 12 năm 2015 - Hãng đĩa: Monkey Puzzle - Định dạng: tải kỹ thuật số      |
| Cheap Thrills (Remixes)                | - Phát hành: 8 tháng 4 năm 2016 - Hãng đĩa: Monkey Puzzle - Định dạng: tải kỹ thuật số       |

### Album video
| Tiêu đề         | Thông tin album                                                          |
| --------------- | ------------------------------------------------------------------------ |
| TV Is My Parent | - Phát hành: 19 tháng 5 năm 2009 - Hãng đĩa: Hear Music - Định dạng: DVD |

## Đĩa đơn

### Hát chính
| "Taken for Granted"                                                                 | 2000 | 100 | —  | —   | —   | —  | —  | —  | —  | 10  | —            | | Healing Is Difficult                                    |
| "Little Man"                                                                        | 2000 | —   | —  | —   | —   | —  | —  | —  | —  | 82  | —            | | Healing Is Difficult                                    |
| "Drink to Get Drunk" (với Different Gear)                                           | 2001 | —   | —  | —   | —   | —  | 43 | —  | —  | 91  | —            | | Healing Is Difficult                                    |
| "Don't Bring Me Down"                                                               | 2003 | —   | —  | —   | —   | —  | —  | —  | —  | —   | —            | | Colour the Small One                                    |
| "Breathe Me"                                                                        | 2004 | —   | —  | 19  | 81  | —  | —  | —  | —  | 71  | —            | - L.H. Anh: Bạc - IFPI Đan Mạch: Vàng - Mỹ: Bạch kim | Colour the Small One                                    |
| "Where I Belong"                                                                    | 2004 | —   | —  | —   | —   | —  | —  | —  | —  | 85  | —            | | Colour the Small One                                    |
| "Numb"                                                                              | 2005 | —   | —  | —   | —   | —  | —  | —  | —  | —   | —            | | Colour the Small One                                    |
| "Day Too Soon"                                                                      | 2007 | —   | —  | —   | —   | —  | —  | —  | —  | —   | —            | | Some People Have Real Problems                          |
| "The Girl You Lost to Cocaine"                                                      | 2008 | —   | —  | —   | —   | —  | —  | —  | —  | —   | —            | | Some People Have Real Problems                          |
| "Soon We'll Be Found"                                                               | 2008 | 89  | —  | —   | —   | —  | —  | —  | —  | 94  | —            | | Some People Have Real Problems                          |
| "Buttons"                                                                           | 2009 | 67  | —  | —   | —   | —  | —  | —  | —  | —   | —            | | Some People Have Real Problems                          |
| "You've Changed"                                                                    | 2009 | 31  | —  | —   | —   | —  | —  | —  | —  | —   | —            | | We Are Born                                             |
| "Under the Milky Way"                                                               | 2010 | —   | —  | —   | —   | —  | —  | —  | —  | —   | —            | | Đĩa đơn không thuộc album nào                           |
| "Clap Your Hands"                                                                   | 2010 | 17  | —  | —   | —   | —  | —  | —  | —  | —   | —            | | We Are Born                                             |
| "Bring Night"                                                                       | 2010 | 99  | —  | —   | —   | —  | —  | —  | —  | —   | —            | | We Are Born                                             |
| "Elastic Heart" (hợp tác với The Weeknd và Diplo)                                   | 2013 | 67  | —  | 21  | —   | —  | 11 | 7  | —  | 61  | —            | - IFPI Đan Mạch: Bạch kim - New Zealand: Bạch kim | The Hunger Games: Catching Fire                         |
| "Chandelier"                                                                        | 2014 | 2   | 6  | 6   | 1   | 10 | 2  | 3  | 4  | 6   | 8            | - Úc: 5× Bạch kim - L.H. Anh: 3× Bạch kim - Đức: Bạch kim - Ý: 5× Bạch kim - Thụy Điển: 4× Bạch kim - IFPI Đan Mạch: 2× Bạch kim - Canada: 3× Bạch kim - Mỹ: 3× Bạch kim - New Zealand: 2× Bạch kim - Pháp: Kim cương | 1000 Forms of Fear                                      |
| "Big Girls Cry"                                                                     | 2014 | 16  | 64 | —   | 18  | —  | —  | —  | —  | 77  | —            | - Úc: Bạch kim - L.H. Anh: Bạc | 1000 Forms of Fear                                      |
| "Elastic Heart"                                                                     | 2015 | 5   | 7  | 21  | 23  | 29 | 11 | 7  | 14 | 10  | 17           | - Úc: 3× Bạch kim - L.H. Anh: Bạch kim - Ý: Bạch kim - Canada: Bạch kim - Mỹ: 2× Bạch kim - Pháp: Vàng | 1000 Forms of Fear                                      |
| "Fire Meet Gasoline"                                                                | 2015 | 60  | —  | —   | 39  | 85 | —  | —  | —  | 193 | —            | | 1000 Forms of Fear                                      |
| "Alive"                                                                             | 2015 | 10  | 28 | —   | 17  | —  | 57 | 29 | 69 | 30  | 56           | - Úc: Bạch kim - L.H. Anh: Vàng - Ý: Bạch kim - Thụy Điển: Vàng - Canada: Bạch kim | This Is Acting                                          |
| "Cheap Thrills" (hợp tác với Sean Paul)                                             | 2016 | 6   | 1  | 2   | 1   | 1  | 1  | 3  | 1  | 2   | 1            | - Úc: 4× Bạch kim - L.H. Anh: 3× Bạch kim - Đức: Kim cương - Ý: Kim cương - Thụy Điển: 4× Bạch kim - IFPI Đan Mạch: 3× Bạch kim - Canada: 7× Bạch kim - Mỹ: 4× Bạch kim - New Zealand: 2× Bạch kim                    | This Is Acting                                          |
| "The Greatest" (hợp tác với Kendrick Lamar)                                         | 2016 | 2   | 6  | 5   | 3   | 3  | 5  | 5  | 5  | 5   | 18           | - Úc: 2× Bạch kim - L.H. Anh: Bạch kim - Đức: Bạch kim - Ý: 4× Bạch kim - IFPI Đan Mạch: Bạch kim - Canada: 3× Bạch kim - Mỹ: Vàng - New Zealand: Bạch kim - Pháp: Kim cương                                          | This Is Acting                                          |
| "Never Give Up"                                                                     | 2016 | 29  | —  | —   | 17  | 8  | —  | —  | —  | —   | —            | - Úc: Vàng - Pháp: Bạch kim | Lion                                                    |
| "Angel by the Wings"                                                                | 2016 | —   | —  | —   | —   | —  | —  | —  | —  | —   | —            | | The Eagle Huntress                                      |
| "Move Your Body"                                                                    | 2017 | 34  | 82 | —   | 62  | —  | 90 | —  | 57 | 59  | —            | - L.H. Anh: Bạc - Ý: Vàng - Thụy Điển: Vàng - Pháp: Vàng | This Is Acting                                          |
| "To Be Human" (hợp tác với Labrinth)                                                | 2017 | —   | —  | —   | 117 | —  | —  | —  | —  | —   | —            | | Wonder Woman                                            |
| "Free Me"                                                                           | 2017 | —   | —  | —   | 155 | —  | —  | —  | —  | —   | —            | | Đĩa đơn không thuộc album nào                           |
| "Rainbow"                                                                           | 2017 | —   | —  | —   | —   | —  | —  | —  | —  | —   | —            | | My Little Pony: The Movie                               |
| "Santa's Coming for Us"                                                             | 2017 | —   | 67 | —   | 45  | 50 | 82 | —  | 46 | 24  | —            | | Everyday Is Christmas                                   |
| "Helium" (với David Guetta và Afrojack)                                             | 2018 | —   | —  | —   | —   | —  | —  | —  | 61 | —   | —            | | Fifty Shades Darker: Original Motion Picture Soundtrack |
| "Flames" (với David Guetta)                                                         | 2018 | 19  | 66 | 40  | 2   | 7  | 11 | —  | 9  | 7   | —            | - Úc: Bạch kim - L.H. Anh: Bạch kim - Đức: Vàng - Ý: Bạch kim - IFPI Đan Mạch: Vàng - Canada: Bạch kim - Pháp: Bạch kim                                                                                               | 7                                                       |
| "Here I Am" (với Dolly Parton)                                                      | 2018 | —   | —  | —   | —   | —  | —  | —  | —  | —   | —            | | Dumplin'                                                |
| "I'm Still Here"                                                                    | 2018 | —   | —  | —   | —   | —  | —  | —  | —  | —   | —            | | Đĩa đơn không thuộc album nào                           |
| "Original"                                                                          | 2020 | —   | —  | —   | —   | —  | —  | —  | —  | —   | —            | | Dolittle                                                |
| "Saved My Life"                                                                     | —    | —   | —  | —   | —   | —  | —  | —  | —  | —   |              | Music |                                                         |
| "Together"                                                                          | 27   | 70  | —  | 161 | —   | —  | —  | —  | 96 | —   | - MC: Gold   | Music |                                                         |
| "Let's Love" (với David Guetta)                                                     | —    | —   | —  | 47  | 30  | 45 | —  | —  | 53 | —   | - FIMI: Gold | Đĩa đơn không thuộc album nào |                                                         |
| "Courage to Change"                                                                 | —    | —   | —  | 48  | —   | —  | —  | —  | —  | —   |              | Music |                                                         |
| "Del Mar" (với Ozuna và Doja Cat)                                                   | —    | —   | —  | 30  | —   | —  | —  | —  | —  | —   |              | ENOC |                                                         |
| "Hey Boy" (solo và hợp tác cùng Burna Boy)                                          | —    | —   | —  | —   | —   | —  | —  | —  | —  | —   |              | Music |                                                         |
| "Floating Through Space" (với David Guetta)                                         | 2021 | —   | —  | —   | 56  | 56 | —  | —  | 55 | —   | —            | Music | - SNEP: Gold                                            |
| "Fly Me to the Moon"                                                                | 2021 | —   | —  | —   | —   | —  | —  | —  | —  | —   | —            | | Đĩa đơn không thuộc album nào                           |
| "Manchild"                                                                          | 2022 | —   | —  | —   | —   | —  | —  | —  | —  | —   | —            | | The Versions                                            |
| "—" biểu thị đĩa đơn không được phát hành hoặc không được xếp hạng tại quốc gia đó. |      |     |    |     |     |    |    |    |    |     |              | |                                                         |

### Hợp tác
| "Destiny" (Zero 7 hợp tác với Sia và Sophie Barker)                           | 2001 | —  | —  | —  | —   | —  | —  | —  | —  | 30  | —  | | Simple Things                  |
| "Somersault" (Zero 7 hợp tác với Sia)                                         | 2004 | —  | —  | —  | —   | —  | —  | —  | —  | 56  | —  | | When It Falls                  |
| "I'll Forget You" (Lior hợp tác với Sia)                                      | 2011 | —  | —  | —  | —   | —  | —  | —  | —  | —   | —  | | Corner of an Endless Road      |
| "I Love It" (Hilltop Hoods hợp tác với Sia)                                   | 2011 | 6  | —  | —  | —   | —  | —  | 13 | —  | —   | —  | - Úc: 3× Bạch kim - New Zealand: Vàng | Drinking from the Sun          |
| "Titanium" (David Guetta hợp tác với Sia)                                     | 2011 | 5  | 7  | 3  | 3   | 5  | 3  | 3  | 3  | 1   | 7  | - Úc: 5× Bạch kim - L.H. Anh: 3× Bạch kim - Đức: Bạch kim - Ý: 8× Bạch kim - IFPI Đan Mạch: Bạch kim - Mỹ: 2× Bạch kim - New Zealand: 3× Bạch kim - Pháp: Vàng                                        | Nothing but the Beat           |
| "Wild Ones" (Flo Rida hợp tác với Sia)                                        | 2011 | 1  | 1  | 11 | 11  | 6  | 15 | 1  | 3  | 4   | 5  | - Úc: 7× Bạch kim - L.H. Anh: Bạch kim - Đức: Vàng - Ý: Vàng - Thụy Điển: 5× Bạch kim - IFPI Đan Mạch: 3× Bạch kim - Mỹ: 5× Bạch kim - New Zealand: 2× Bạch kim                                       | Wild Ones                      |
| "Wild One Two" (Jack Back hợp tác với David Guetta, Nicky Romero và Sia)      | 2012 | 52 | —  | —  | —   | 65 | —  | —  | —  | 171 | —  | | Nothing but the Beat 2.0       |
| "She Wolf (Falling to Pieces)" (David Guetta hợp tác với Sia)                 | 2012 | 11 | 35 | 7  | 4   | 3  | 6  | 19 | 4  | 8   | —  | - Úc: 2× Bạch kim - L.H. Anh: Vàng - Đức: Vàng - Ý: 8× Bạch kim - Pháp: Vàng | Nothing but the Beat 2.0       |
| "Dim the Light" (Creep hợp tác với Sia)                                       | 2013 | —  | —  | —  | —   | —  | —  | —  | —  | —   | —  | | Echoes                         |
| "Battle Cry" (Angel Haze hợp tác với Sia)                                     | 2014 | —  | —  | —  | —   | —  | —  | —  | —  | 70  | —  | | Dirty Gold                     |
| "Guts Over Fear" (Eminem hợp tác với Sia)                                     | 2014 | 22 | 9  | 22 | 10  | 35 | 45 | 22 | 40 | 10  | 22 | - Mỹ: Vàng | Shady XV                       |
| "Déjà Vu" (Giorgio Moroder hợp tác với Sia)                                   | 2015 | —  | —  | —  | 182 | —  | —  | —  | —  | 194 | —  | | Déjà Vu                        |
| "Golden" (Travie McCoy hợp tác với Sia)                                       | 2015 | 4  | —  | —  | —   | —  | —  | 20 | —  | —   | —  | - Úc: Bạch kim | Rough Water                    |
| "Bang My Head" (David Guetta hợp tác với Sia và Fetty Wap)                    | 2015 | 21 | 51 | 38 | 3   | 24 | 22 | 17 | 19 | 18  | 76 | - L.H. Anh: Vàng - Đức: Vàng - Ý: 2× Bạch kim - Thụy Điển: Bạch kim - IFPI Đan Mạch: Vàng - Mỹ: Vàng - New Zealand: Bạch kim                                                                          | Listen Again                   |
| "Living Out Loud" (Brooke Candy hợp tác với Sia)                              | 2016 | —  | —  | —  | —   | —  | —  | —  | —  | —   | —  | | Daddy Issues                   |
| "Waterfall" (Stargate, Pink và Sia)                                           | 2017 | 19 | 86 | —  | 36  | 47 | 79 | —  | 67 | 47  | —  | - Úc: Vàng | Đĩa đơn không nằm trong album  |
| "Dusk Till Dawn" (Zayn hợp tác với Sia)                                       | 2017 | 6  | 5  | 12 | 3   | 3  | 6  | 8  | 2  | 5   | 44 | - Úc: 4× Bạch kim - Anh Quốc: Bạch kim - Đức: Bạch kim - Ý: 2× Bạch kim - Thụy Điển: 3× Bạch kim - IFPI Đan Mạch: Vàng - Canada: 2× Bạch kim - Mỹ: Bạch kim - New Zealand: Bạch kim - Pháp: Kim cương | Icarus Falls                   |
| "That's Life" (88-Keys hợp tác với Mac Miller và Sia)                         | 2019 | —  | —  | —  | —   | —  | —  | —  | —  | —   | —  | | Đĩa đơn không nằm trong album  |
| "On" (BTS hợp tác với Sia)                                                    | 2020 | —  | —  | —  | —   | —  | —  | —  | —  | —   | —  | | Map of the Soul: 7             |
| "Exhale" (Kenzie hợp tác với Sia)                                             | —    | —  | —  | —  | —   | —  | —  | —  | —  | —   |    | Non-album singles |                                |
| "Cold" (Leslie Odom Jr. hợp tác với Sia)                                      | —    | —  | —  | —  | —   | —  | —  | —  | —  | —   |    | Non-album singles |                                |
| "Titans" (Major Lazer hợp tác vưới Sia và Labrinth)                           | 2021 | —  | —  | —  | —   | —  | —  | —  | —  | —   | —  | | Music Is the Weapon (Reloaded) |
| "Born Yesterday" (Arca hợp tác với Sia)                                       | 2021 | —  | —  | —  | —   | —  | —  | —  | —  | —   | —  | | Kick II                        |
| "Dynamite" (Sean Paul hợp tác với Sia)                                        | 2021 | —  | —  | —  | —   | —  | —  | —  | —  | —   | —  | | Scorcha                        |
| "—" biểu thị đĩa đơn không xếp hạng hoặc không được xếp hạng tại quốc gia đó. |      |    |    |    |     |    |    |    |    |     |    | |                                |

### Đĩa đơn quảng bá
| Tiêu đề                                                                     | Năm  | Vị trí xếp hạng cao nhất | Vị trí xếp hạng cao nhất | Vị trí xếp hạng cao nhất | Vị trí xếp hạng cao nhất | Vị trí xếp hạng cao nhất | Vị trí xếp hạng cao nhất | Vị trí xếp hạng cao nhất | Vị trí xếp hạng cao nhất | Album                                                    |
| Tiêu đề                                                                     | Năm  | Úc                       | Canada                   | Pháp                     | Đức                      | New Zealand              | Thụy Điển                | L.H. Anh                 | Mỹ                       | Album                                                    |
| --------------------------------------------------------------------------- | ---- | ------------------------ | ------------------------ | ------------------------ | ------------------------ | ------------------------ | ------------------------ | ------------------------ | ------------------------ | -------------------------------------------------------- |
| "Eye of the Needle"                                                         | 2014 | 36                       | —                        | 71                       | —                        | —                        | —                        | 181                      | —                        | 1000 Forms of Fear                                       |
| "Salted Wound"                                                              | 2015 | —                        | —                        | 70                       | —                        | —                        | —                        | 118                      | —                        | Fifty Shades of Grey: Original Motion Picture Soundtrack |
| "Bird Set Free"                                                             | 2015 | 36                       | 98                       | 49                       | —                        | —                        | —                        | 92                       | —                        | This Is Acting                                           |
| "One Million Bullets"                                                       | 2016 | —                        | —                        | —                        | —                        | —                        | —                        | —                        | —                        | This Is Acting                                           |
| "Reaper"                                                                    | 2016 | 89                       | 78                       | 89                       | —                        | —                        | 92                       | 82                       | —                        | This Is Acting                                           |
| "Unstoppable"                                                               | 2016 | —                        | 88                       | 23                       | 62                       | —                        | 94                       | —                        | —                        | This Is Acting                                           |
| "Unforgettable"                                                             | 2016 | —                        | —                        | —                        | —                        | —                        | —                        | —                        | —                        | Finding Dory (Original Motion Picture Soundtrack)        |
| "Satisfied" (với Miguel và Queen Latifah)                                   | 2016 | —                        | —                        | —                        | —                        | —                        | —                        | —                        | —                        | The Hamilton Mixtape                                     |
| "Snowman"                                                                   | 2017 | —                        | —                        | 175                      | —                        | —                        | 51                       | —                        | —                        | Everyday Is Christmas                                    |
| "—" biểu thị đĩa đơn không xếp hạng hoặc không được phát hành ở khu vực đó. |      |                          |                          |                          |                          |                          |                          |                          |                          |                                                          |

## Một số các bài hát khác được xếp hạng
| Bài hát                                                                      | Năm  | Vị trí xếp hạng cao nhất | Vị trí xếp hạng cao nhất | Vị trí xếp hạng cao nhất | Vị trí xếp hạng cao nhất | Vị trí xếp hạng cao nhất | Vị trí xếp hạng cao nhất | Vị trí xếp hạng cao nhất | Vị trí xếp hạng cao nhất | Chứng nhận          | Album                                                   |
| Bài hát                                                                      | Năm  | Úc                       | Canada                   | Pháp                     | Đức                      | New Zealand              | Thụy Điển                | L.H. Anh                 | Mỹ                       | Chứng nhận          | Album                                                   |
| ---------------------------------------------------------------------------- | ---- | ------------------------ | ------------------------ | ------------------------ | ------------------------ | ------------------------ | ------------------------ | ------------------------ | ------------------------ | ------------------- | ------------------------------------------------------- |
| "I Go to Sleep"                                                              | 2010 | 32                       | —                        | —                        | —                        | —                        | —                        | —                        | —                        |                     | Some People Have Real Problems                          |
| "Beautiful Pain" (Eminem hợp tác với Sia)                                    | 2013 | 59                       | 55                       | 114                      | 87                       | 15                       | —                        | 67                       | 99                       | - New Zealand: Vàng | The Marshall Mathers LP 2                               |
| "Burn the Pages"                                                             | 2014 | 82                       | —                        | —                        | —                        | —                        | —                        | —                        | —                        |                     | 1000 Forms of Fear                                      |
| "The Whisperer" (David Guetta hợp tác với Sia)                               | 2014 | —                        | —                        | 96                       | —                        | —                        | —                        | —                        | —                        |                     | Listen                                                  |
| "Je te pardonne" (Maître Gims hợp tác với Sia)                               | 2015 | —                        | —                        | 12                       | —                        | —                        | —                        | —                        | —                        |                     | Mon cœur avait raison                                   |
| "Salted Wound"                                                               | 2015 | —                        | —                        | 70                       | —                        | —                        | —                        | —                        | —                        |                     | Fifty Shades of Grey                                    |
| "My Love"                                                                    | 2015 | 76                       | —                        | —                        | —                        | —                        | —                        | —                        | —                        |                     | The Twilight Saga: Eclipse                              |
| "Waving Goodbye"                                                             | 2016 | —                        | —                        | 95                       | —                        | —                        | —                        | —                        | —                        |                     | The Neon Demon                                          |
| "Move Your Body" (Alan Walker Remix)                                         | 2016 | —                        | —                        | —                        | —                        | —                        | 57                       | —                        | —                        | - Thụy Điển: Vàng   | This Is Acting (Bản cao cấp)                            |
| "Confetti"                                                                   | 2016 | —                        | —                        | 71                       | —                        | —                        | —                        | —                        | —                        |                     | This Is Acting (Bản cao cấp)                            |
| "Midnight Decisions"                                                         | 2016 | —                        | —                        | 146                      | —                        | —                        | —                        | —                        | —                        |                     | This Is Acting (Bản cao cấp)                            |
| "Helium"                                                                     | 2017 | —                        | 74                       | 10                       | 30                       | —                        | 32                       | 45                       | 71                       |                     | Fifty Shades Darker: Original Motion Picture Soundtrack |
| "1+1"                                                                        | 2021 | —                        | —                        | 40                       | —                        | —                        | —                        | —                        | —                        |                     | Music – Songs from and Inspired by the Motion Picture   |
| "—" biểu thị bài hát không xếp hạng hoặc không được phát hành ở quốc gia đó. |      |                          |                          |                          |                          |                          |                          |                          |                          |                     |                                                         |

## Viết nhạc và những đóng góp khác
| STT | Bài hát                                                                                         | Năm  | Nghệ sĩ                                            | Album                                                     | Đóng góp                                                          |
| --- | ----------------------------------------------------------------------------------------------- | ---- | -------------------------------------------------- | --------------------------------------------------------- | ----------------------------------------------------------------- |
| 1   | "Some Kind of Love Song"                                                                        | 1999 | Friendly                                           | Akimbo                                                    | Hát chính (không được ghi công)                                   |
| 2   | "Distractions" "Destiny"                                                                        | 2001 | Zero 7                                             | Simple Things                                             | Đồng sáng tác Góp giọng                                           |
| 3   | "Speed Dial No. 2"                                                                              | 2004 | Zero 7                                             | When It Falls                                             | Đồng sáng tác Góp giọng                                           |
| 4   | "Utopía"                                                                                        | 2006 | Belinda                                            | Utopía                                                    | Đồng sáng tác Góp giọng                                           |
| 5   | "I Go to Sleep"                                                                                 | 2007 | Sia                                                | Sounds Eclectic: The Covers Project                       | Hát chính                                                         |
| 6   | "You Don't Know"                                                                                | 2008 | Will Young                                         | Let It Go                                                 | Đồng sáng tác                                                     |
| 7   | "Wicked Game"                                                                                   | 2009 | Peter Jöback                                       | East Side Stories                                         | Góp giọng                                                         |
| 8   | "You Don't Have to Be a Prostitute"                                                             | 2009 | Flight of the Conchords                            | I Told You I Was Freaky                                   | Hát giọng nền                                                     |
| 9   | "Carol Brown"                                                                                   | 2009 | Flight of the Conchords                            | I Told You I Was Freaky                                   | Hát giọng nền                                                     |
| 10  | "Never So Big"                                                                                  | 2010 | David Byrne và Fatboy Slim                         | Here Lies Love                                            | Đồng sáng tác và góp giọng                                        |
| 11  | "Sweet One"                                                                                     | 2010 | Katie Noonan và the Captains                       | Emperor's Box                                             | Đồng sáng tác và góp giọng                                        |
| 12  | "You Lost Me"                                                                                   | 2010 | Christina Aguilera                                 | Bionic                                                    | Đồng sáng tác và sản xuất thu âm phần giọng hát                   |
| 13  | "All I Need"                                                                                    | 2010 | Christina Aguilera                                 | Bionic                                                    | Đồng sáng tác và sản xuất thu âm phần giọng hát                   |
| 14  | "I Am"                                                                                          | 2010 | Christina Aguilera                                 | Bionic                                                    | Đồng sáng tác và sản xuất thu âm phần giọng hát                   |
| 15  | "Stronger Than Ever"                                                                            | 2010 | Christina Aguilera                                 | Bionic                                                    | Đồng sáng tác và sản xuất thu âm phần giọng hát                   |
| 16  | "Bound to You"                                                                                  | 2010 | Christina Aguilera                                 | Burlesque: Original Motion Picture Soundtrack             | Đồng sáng tác                                                     |
| 17  | "My Love"                                                                                       | 2011 | Sia                                                | The Twilight Saga: Eclipse                                | Đồng sáng tác và hát chính                                        |
| 18  | "Get Over U"                                                                                    | 2011 | Neon Hitch                                         | Đĩa đơn không nằm trong album                             | Đồng sáng tác                                                     |
| 19  | "Dragging You Around"                                                                           | 2012 | Greg Laswell                                       | Landline                                                  | Đồng sáng tác và góp giọng                                        |
| 20  | "Blank Page"                                                                                    | 2012 | Christina Aguilera                                 | Lotus                                                     | Đồng sáng tác                                                     |
| 21  | "Diamonds"                                                                                      | 2012 | Rihanna                                            | Unapologetic                                              | Đồng sáng tác                                                     |
| 22  | "Let Me Love You (Until You Learn to Love Yourself)"                                            | 2012 | Ne-Yo                                              | R.E.D.                                                    | Đồng sáng tác                                                     |
| 23  | "Radioactive"                                                                                   | 2012 | Rita Ora                                           | ORA                                                       | Đồng sáng tác                                                     |
| 24  | "Kill, Fuck, Marry"                                                                             | 2012 | Nikki Williams                                     | Đĩa đơn không nằm trong album                             | Đồng sáng tác                                                     |
| 25  | "Kill and Run"                                                                                  | 2013 | Sia                                                | The Great Gatsby: Music from Baz Luhrmann's Film          | Đồng sáng tác và hát chính                                        |
| 26  | "Loved Me Back to Life"                                                                         | 2013 | Céline Dion                                        | Loved Me Back to Life                                     | Đồng sáng tác                                                     |
| 27  | "Acid Rain"                                                                                     | 2013 | Alexis Jordan                                      | Đĩa đơn không nằm trong album                             | Đồng sáng tác                                                     |
| 28  | "Strange Birds"                                                                                 | 2013 | Birdy                                              | Fire Within                                               | Đồng sáng tác                                                     |
| 29  | "Green Card"                                                                                    | 2013 | Oh Land                                            | Wish Bone                                                 | Đồng sáng tác                                                     |
| 30  | "The Hands I Hold"                                                                              | 2013 | Bo Bruce                                           | Before I Sleep                                            | Đồng sáng tác                                                     |
| 31  | "Gentlemen"                                                                                     | 2013 | Jessica Sanchez                                    | Me, You & the Music                                       | Đồng sáng tác                                                     |
| 32  | "Double Rainbow"                                                                                | 2013 | Katy Perry                                         | Prism                                                     | Đồng sáng tác                                                     |
| 33  | "Breathe"                                                                                       | 2013 | Jessie J                                           | Alive                                                     | Đồng sáng tác                                                     |
| 34  | "Unite"                                                                                         | 2013 | Jessie J                                           | Alive                                                     | Đồng sáng tác                                                     |
| 35  | "Perfume"                                                                                       | 2013 | Britney Spears                                     | Britney Jean                                              | Đồng sáng tác và góp giọng bè (backing vocalist)                  |
| 36  | "Passenger"                                                                                     | 2013 | Britney Spears                                     | Britney Jean                                              | Đồng sáng tác và góp giọng bè (backing vocalist)                  |
| 37  | "Brightest Morning Star"                                                                        | 2013 | Britney Spears                                     | Britney Jean                                              | Đồng sáng tác và góp giọng bè (backing vocalist)                  |
| 38  | "Beautiful Pain"                                                                                | 2013 | Eminem hợp tác với Sia                             | The Marshall Mathers LP 2                                 | Đồng sáng tác và góp giọng                                        |
| 39  | "Standing on the Sun"                                                                           | 2013 | Beyoncé                                            | H&M Spring Summer 2013                                    | Đồng sáng tác và góp giọng bè                                     |
| 40  | "Pretty Hurts"                                                                                  | 2013 | Beyoncé                                            | Beyoncé                                                   | Đồng sáng tác                                                     |
| 41  | "God Made You Beautiful"                                                                        | 2013 | Beyoncé                                            | Life Is But a Dream                                       | Đồng sáng tác                                                     |
| 42  | "Rise Up"                                                                                       | 2013 | Beyoncé                                            | Epic                                                      | Đồng sáng tác                                                     |
| 43  | "Dim the Lights"                                                                                | 2013 | Creep                                              | Echoes                                                    | Đồng sáng tác và góp giọng                                        |
| 44  | "Cannonball"                                                                                    | 2014 | Lea Michele                                        | Louder                                                    | Đồng sáng tác và góp giọng bè                                     |
| 45  | "Battlefield"                                                                                   | 2014 | Lea Michele                                        | Louder                                                    | Đồng sáng tác và góp giọng bè                                     |
| 46  | "You're Mine"                                                                                   | 2014 | Lea Michele                                        | Louder                                                    | Đồng sáng tác                                                     |
| 47  | "If You Say So"                                                                                 | 2014 | Lea Michele                                        | Louder                                                    | Đồng sáng tác                                                     |
| 48  | "Into the Blue"                                                                                 | 2014 | Kylie Minogue                                      | Kiss Me Once                                              | Giám đốc sản xuất                                                 |
| 49  | "Million Miles"                                                                                 | 2014 | Kylie Minogue                                      | Kiss Me Once                                              | Giám đốc sản xuất                                                 |
| 50  | "I Was Gonna Cancel"                                                                            | 2014 | Kylie Minogue                                      | Kiss Me Once                                              | Giám đốc sản xuất                                                 |
| 51  | "Sexy Love"                                                                                     | 2014 | Kylie Minogue                                      | Kiss Me Once                                              | Giám đốc sản xuất                                                 |
| 52  | "Feels So Good"                                                                                 | 2014 | Kylie Minogue                                      | Kiss Me Once                                              | Giám đốc sản xuất                                                 |
| 53  | "If Only"                                                                                       | 2014 | Kylie Minogue                                      | Kiss Me Once                                              | Giám đốc sản xuất                                                 |
| 54  | "Les Sex"                                                                                       | 2014 | Kylie Minogue                                      | Kiss Me Once                                              | Giám đốc sản xuất                                                 |
| 55  | "Beautiful"                                                                                     | 2014 | Kylie Minogue                                      | Kiss Me Once                                              | Giám đốc sản xuất                                                 |
| 56  | "Fine"                                                                                          | 2014 | Kylie Minogue                                      | Kiss Me Once                                              | Giám đốc sản xuất                                                 |
| 57  | "Sexercize"                                                                                     | 2014 | Kylie Minogue                                      | Kiss Me Once                                              | Đồng sáng tác và giám đốc sản xuất                                |
| 58  | "Kiss Me Once"                                                                                  | 2014 | Kylie Minogue                                      | Kiss Me Once                                              | Sáng tác và giám đốc sản xuất                                     |
| 59  | "Chasing Shadows"                                                                               | 2014 | Shakira                                            | Shakira                                                   | Đồng sáng tác và góp giọng bè                                     |
| 60  | "We Are One (Ole Ola)"                                                                          | 2014 | Pitbull, Jennifer Lopez & Claudia Leitte           | One Love, One Rhythm                                      | Đồng sáng tác                                                     |
| 61  | "Expertease (Ready Set Go)"                                                                     | 2014 | Jennifer Lopez                                     | A.K.A.                                                    | Đồng sáng tác và góp giọng bè                                     |
| 62  | "Pop Rock"                                                                                      | 2014 | Brooke Candy                                       | Opulence                                                  | Đồng sáng tác và góp giọng bè                                     |
| 63  | "Opulence"                                                                                      | 2014 | Brooke Candy                                       | Opulence                                                  | Đồng sáng tác                                                     |
| 64  | "Godzillinaire"                                                                                 | 2014 | Brooke Candy                                       | Opulence                                                  | Đồng sáng tác                                                     |
| 65  | "Guts Over Fear"                                                                                | 2014 | Eminem hợp tác với Sia                             | Shady XV                                                  | Đồng sáng tác và góp giọng                                        |
| 66  | "My Heart Is Open"                                                                              | 2014 | Maroon 5 hợp tác với Gwen Stefani                  | V                                                         | Đồng sáng tác                                                     |
| 67  | "Firecracker"                                                                                   | 2014 | Cheryl                                             | Only Human                                                | Đồng sáng tác và góp giọng                                        |
| 68  | "Push (Feeling Good on a Wednesday)"                                                            | 2014 | Randy Marsh do Lorde thủ vai                       | Đĩa đơn không nằm trong album                             | Hát chính                                                         |
| 69  | "Bang My Head"                                                                                  | 2014 | David Guetta hợp tác với Sia                       | Listen                                                    | Đồng sáng tác và góp giọng                                        |
| 70  | "The Whisperer"                                                                                 | 2014 | David Guetta hợp tác với Sia                       | Listen                                                    | Đồng sáng tác và góp giọng                                        |
| 71  | "Moonquake Lake"                                                                                | 2014 | Sia hợp tác với Beck                               | Annie                                                     | Đồng sáng tác và hát chính                                        |
| 72  | "I Think I'm Gonna Like It Here (Phiên bản Phim 2014)"                                          | 2014 | Rose Byrne, Stephanie Kurtzuba & Quvenzhané Wallis | Annie                                                     | Đồng sáng tác                                                     |
| 73  | "Little Girls (Phiên bản Phim 2014)"                                                            | 2014 | Cameron Diaz                                       | Annie                                                     | Đồng sáng tác                                                     |
| 74  | "The City's Yours (cho bộ phim năm 2014 Annie)"                                                 | 2014 | Jamie Foxx, Quvenzhané Wallis                      | Annie                                                     | Đồng sáng tác                                                     |
| 75  | "Opportunity (cho bộ phim điển ảnh năm 2014 Annie)"                                             | 2014 | Quvenzhané Wallis                                  | Annie                                                     | Đồng sáng tác                                                     |
| 76  | "Easy Street (Phiên bản Phim 2014)"                                                             | 2014 | Bobby Cannavale, Cameron Diaz                      | Annie                                                     | Đồng sáng tác                                                     |
| 77  | "Who Am I? (cho bộ phim năm 2014 Annie)"                                                        | 2014 | Cameron Diaz, Jamie Foxx, Quvenzhané Wallis        | Annie                                                     | Đồng sáng tác                                                     |
| 78  | "I Don't Need Anything but You (Phiên bản Phim 2014)"                                           | 2014 | Rose Byrne, Jamie Foxx, Quvenzhané Wallis          | Annie                                                     | Đồng sáng tác                                                     |
| 79  | "Salted Wound"                                                                                  | 2015 | Sia                                                | Fifty Shades of Grey (Original Motion Picture Soundtrack) | Đồng sáng tác và hát chính                                        |
| 80  | "Throw Down the Roses"                                                                          | 2015 | Kate Pierson                                       | Guitars and Microphones                                   | Đồng sáng tác, giám đốc sản xuất, góp giọng bè và chơi nhạc cụ gõ |
| 81  | "Bring Your Arms"                                                                               | 2015 | Kate Pierson                                       | Guitars and Microphones                                   | Đồng sáng tác, giám đốc sản xuất và góp giọng bè                  |
| 82  | "Matrix"                                                                                        | 2015 | Kate Pierson                                       | Guitars and Microphones                                   | Đồng sáng tác, giám đốc sản xuất và góp giọng bè                  |
| 83  | "Pulls You Under"                                                                               | 2015 | Kate Pierson                                       | Guitars and Microphones                                   | Đồng sáng tác, giám đốc sản xuất và góp giọng bè                  |
| 84  | "Mister Sister"                                                                                 | 2015 | Kate Pierson                                       | Guitars and Microphones                                   | Đồng sáng tác và giám đốc sản xuất                                |
| 85  | "Guitars and Microphones"                                                                       | 2015 | Kate Pierson                                       | Guitars and Microphones                                   | Đồng sáng tác và giám đốc sản xuất                                |
| 86  | "Crush Me With Your Love"                                                                       | 2015 | Kate Pierson                                       | Guitars and Microphones                                   | Đồng sáng tác và giám đốc sản xuất                                |
| 87  | "Bottoms Up"                                                                                    | 2015 | Kate Pierson                                       | Guitars and Microphones                                   | Đồng sáng tác và giám đốc sản xuất                                |
| 88  | "Time Wave Zero"                                                                                | 2015 | Kate Pierson                                       | Guitars and Microphones                                   | Đồng sáng tác và giám đốc sản xuất                                |
| 89  | "Wolves"                                                                                        | 2015 | Kate Pierson                                       | Guitars and Microphones                                   | Giám đốc sản xuất                                                 |
| 90  | "Invincible"                                                                                    | 2015 | Kelly Clarkson                                     | Piece by Piece                                            | Đồng sáng tác                                                     |
| 91  | "Let Your Tears Fall"                                                                           | 2015 | Kelly Clarkson                                     | Piece by Piece                                            | Đồng sáng tác                                                     |
| 92  | "Wolves"                                                                                        | 2015 | Kanye West, Sia & Vic Mensa                        | The Life of Pablo                                         | Góp giọng                                                         |
| 93  | "Beautiful People"                                                                              | 2015 | Wiz Khalifa hợp tác với Sia                        | Đĩa đơn không nằm trong album                             | Góp giọng                                                         |
| 94  | "Freeze You Out"                                                                                | 2015 | Marina Kaye                                        | Fearless                                                  | Sáng tác                                                          |
| 95  | "Flashlight"                                                                                    | 2015 | Jessie J                                           | Pitch Perfect 2: Original Motion Picture Soundtrack       | Đồng sáng tác                                                     |
| 96  | "California Dreamin'"                                                                           | 2015 | Sia                                                | San Andreas: Original Motion Picture Soundtrack           | Hát chính                                                         |
| 97  | "Boy Problems"                                                                                  | 2015 | Carly Rae Jepsen                                   | Emotion                                                   | Đồng sáng tác                                                     |
| 98  | "Making the Most of the Night"                                                                  | 2015 | Carly Rae Jepsen                                   | Emotion                                                   | Đồng sáng tác                                                     |
| 99  | "Golden"                                                                                        | 2015 | Travie McCoy hợp tác với Sia                       | Rough Water                                               | Đồng sáng tác và nghệ sĩ góp giọng                                |
| 100 | "Je Te Pardonne"                                                                                | 2015 | Maître Gims hợp tác với Sia                        | Mon cœur avait raison                                     | Nghệ sĩ góp giọng                                                 |
| 101 | "Try Everything"                                                                                | 2015 | Shakira                                            | Zootopia                                                  | Đồng sáng tác                                                     |
| 102 | "Round Your Little Finger"                                                                      | 2015 | Katharine McPhee                                   | Hysteria                                                  | Đồng sáng tác                                                     |
| 103 | "Like a River Runs"                                                                             | 2015 | Bleachers                                          | Terrible Thrills, Vol. 2                                  | Nghệ sĩ góp giọng                                                 |
| 104 | "One Candle"                                                                                    | 2015 | J Ralph                                            | Racing Extinction Soundtrack                              | Nghệ sĩ góp giọng                                                 |
| 105 | "Jóia"                                                                                          | 2015 | Pabllo Vittar                                      | Open Bar EP                                               | Đồng sáng tác                                                     |
| 106 | "Rock Bottom"                                                                                   | 2015 | Marco Mengoni                                      | Le cose che non ho                                        | Đồng sáng tác                                                     |
| 107 | "Oasis"                                                                                         | 2016 | Kygo hợp tác với Foxes                             | Cloud Nine                                                | Đồng sáng tác                                                     |
| 108 | "Angel by the Wings"                                                                            | 2016 | Sia                                                | The Eagle Huntress Soundtrack                             | Đồng sáng tác và hát chính                                        |
| 109 | "Waving Goodbye"                                                                                | 2016 | Sia                                                | The Neon Demon Soundtrack                                 | Đồng sáng tác và hát chính                                        |
| 110 | "Unforgettable"                                                                                 | 2016 | Sia                                                | Finding Dory: Original Motion Picture Soundtrack          | Hát chính                                                         |
| 111 | "Sledgehammer"                                                                                  | 2016 | Rihanna                                            | Star Trek: Beyond Original Motion Picture Soundtrack      | Đồng sáng tác                                                     |
| 112 | "Unstoppable (Perfect Isn't Pretty)"                                                            | 2016 | Sia, Ariel Rechtshaid, Pusha T & Olodum            | Rio 2016 Olympic Games Film Soundtrack                    | Đồng sáng tác và hát chính                                        |
| 113 | "Blackbird"                                                                                     | 2016 | Sia                                                | Nhạc phim Beat Bugs                                       | Hát chính                                                         |
| 114 | "Telepathy"                                                                                     | 2016 | Christina Aguilera hợp tác với Nile Rodgers        | Nhạc phim The Get Down                                    | Đồng sáng tác                                                     |
| 115 | "Satisfied"                                                                                     | 2016 | Sia, Miguel & Queen Latifah                        | The Hamilton Mixtape                                      | Hát chính                                                         |
| 116 | "Never Give Up"                                                                                 | 2016 | Sia                                                | Lion Movie Soundtrack                                     | Đồng sáng tác và hát chính                                        |
| 117 | "Toy Box"                                                                                       | 2017 | Mylene Cruz & The Soul Madonnas                    | The Get Down Part II Soundtrack                           | Đồng sáng tác                                                     |
| 118 | "Magical"                                                                                       | 2017 | Demi Lovato                                        | Charming Soundtrack                                       | Đồng sáng tác                                                     |
| 119 | "Balladino"                                                                                     | 2017 | Sia                                                | Charming Soundtrack                                       | Đồng sáng tác và hát chính                                        |
| 120 | "Best Day Ever"                                                                                 | 2017 | Blondie                                            | Pollinator                                                | Đồng sáng tác                                                     |
| 121 | "Hey Hey Hey"                                                                                   | 2017 | Katy Perry                                         | Witness                                                   | Đồng sáng tác                                                     |
| 122 | "Chained to the Rhythm" (hợp tác với Skip Marley)                                               | 2017 | Katy Perry                                         | Witness                                                   | Đồng sáng tác và góp giọng bè                                     |
| 123 | "Waterfall"                                                                                     | 2017 | Stargate                                           | TBA                                                       | Đồng sáng tác và hát                                              |
| 124 | "Quit" (hợp tác với Ariana Grande)                                                              | 2017 | Cashmere Cat                                       | 9                                                         | Đồng sáng tác                                                     |
| 125 | "Devil in Me"                                                                                   | 2017 | Halsey                                             | Hopeless Fountain Kingdom                                 | Đồng sáng tác                                                     |
| 126 | "Crying in the Club"                                                                            | 2017 | Camila Cabello                                     | Đĩa đơn không nằm trong album                             | Đồng sáng tác và hát (không được ghi công)                        |
| 127 | "Volcano"                                                                                       | 2017 | Brooke Candy                                       | TBA                                                       | Đồng sáng tác                                                     |
| 128 | "Dusk Till Dawn"                                                                                | 2017 | Zayn                                               | Icarus Falls                                              | Đồng sáng tác và góp giọng                                        |
| 129 | "Rainbow"                                                                                       | 2017 | Nhiều nghệ sĩ                                      | My Little Pony: The Movie                                 | Sáng tác và góp giọng                                             |
| 130 | "Galaxy"                                                                                        | 2017 | Dannii Minogue                                     | TBA                                                       | Đồng sáng tác                                                     |
| 131 | "Warrior"                                                                                       | 2017 | Paloma Faith                                       | The Architect                                             | Đồng sáng tác                                                     |
| 132 | "Champion"                                                                                      | 2017 | Fall Out Boy                                       | Mania                                                     | Đồng sáng tác                                                     |
| 133 | "Deer in Headlights"                                                                            | 2018 | Sia                                                | Fifty Shades Freed: Original Motion Picture Soundtrack    | Đồng sáng tác và hát chính                                        |
| 134 | "Magic"                                                                                         | 2018 | Sia                                                | A Wrinkle in Time (Original Motion Picture Soundtrack)    | Đồng sáng tác và hát chính                                        |
| 135 | "Genius" (hợp tác với Sia, Diplo và Labrinth)                                                   | 2018 | LSD                                                | Labrinth, Sia & Diplo Present... LSD                      | Đồng sáng tác và góp giọng                                        |
| 136 | "Audio" (hợp tác với Sia, Diplo và Labrinth)                                                    | 2018 | LSD                                                | Labrinth, Sia & Diplo Present... LSD                      | Đồng sáng tác và góp giọng                                        |
| 137 | "Arrested" (hợp tác với Norma Jean Martine)                                                     | 2018 | Love Thy Brother                                   | TBA                                                       | Đồng sáng tác                                                     |
| 138 | "Thunderclouds" (hợp tác với Sia, Diplo và Labrinth)                                            | 2018 | LSD                                                | Labrinth, Sia & Diplo Present... LSD                      | Đồng sáng tác và góp giọng                                        |
| 139 | "Mountains" (hợp tác với Sia, Diplo và Labrinth)                                                | 2018 | LSD                                                | Labrinth, Sia & Diplo Present... LSD                      | Đồng sáng tác và góp giọng                                        |
| 140 | "No New Friends" (hợp tác với Sia, Diplo và Labrinth)                                           | 2018 | LSD                                                | Labrinth, Sia & Diplo Present... LSD                      | Đồng sáng tác và góp giọng                                        |
| 141 | "Limitless"                                                                                     | 2018 | Jennifer Lopez                                     | Nhạc phim Bỗng dưng làm sếp                               | Đồng sáng tác                                                     |
| 142 | "The Day That You Moved On" (hợp tác với Sia)                                                   | 2018 | TQX                                                | Global Intimacy                                           | Đồng sáng tác và góp giọng                                        |
| 143 | "The Day That You Moved On (Remix)" (song ca với Sia; hợp tác với Ellis Miah và Abhi The Nomad) | 2018 | TQX                                                | Global Intimacy                                           | Đồng sáng tác và góp giọng                                        |
| 144 | "Text Me Back" (hợp tác với Sirah và Kool A.D.)                                                 | 2018 | TQX                                                | Global Intimacy                                           | Đồng sáng tác                                                     |
| 145 | "Facebook Killed The Arts" (hợp tác với Josh Mease)                                             | 2019 | TQX                                                | Global Intimacy                                           | Đồng sáng tác                                                     |
| 146 | "Welcome to the Wonderful World Of" (hợp tác với Sia, Diplo và Labrinth)                        | 2019 | LSD                                                | Labrinth, Sia & Diplo Present... LSD                      | Đồng sáng tác và góp giọng                                        |
| 147 | "Angel in Your Eyes" (hợp tác với Sia, Diplo và Labrinth)                                       | 2019 | LSD                                                | Labrinth, Sia & Diplo Present... LSD                      | Đồng sáng tác và góp giọng                                        |
| 148 | "Heaven Can Wait" (hợp tác với Sia, Diplo và Labrinth)                                          | 2019 | LSD                                                | Labrinth, Sia & Diplo Present... LSD                      | Đồng sáng tác và góp giọng                                        |
| 149 | "It's Time" (hợp tác với Sia, Diplo và Labrinth)                                                | 2019 | LSD                                                | Labrinth, Sia & Diplo Present... LSD                      | Đồng sáng tác và góp giọng                                        |
| 150 | "Genius (Lil Wayne remix)" (hợp tác với Lil Wayne, Sia, Diplo và Labrinth)                      | 2019 | LSD                                                | Labrinth, Sia & Diplo Present... LSD                      | Đồng sáng tác và góp giọng                                        |
| 151 | "Courage"                                                                                       | 2019 | Pink                                               | Hurts 2B Human                                            | Đồng sáng tác                                                     |
| 152 | "Lying Down"                                                                                    | 2019 | Celine Dion                                        | Courage                                                   | Đồng sáng tác và hát bè                                           |
| 153 | "Baby"                                                                                          | 2019 | Celine Dion                                        |                                                           | Đồng sáng tác và hát bè                                           |
| 154 | "Heart of Glass"                                                                                | 2019 | Celine Dion                                        |                                                           | Đồng sáng tác và hát bè                                           |
| 155 | "Oblivion"                                                                                      | 2019 | Labrinth                                           | Imagination & the Misfit Kid                              | Đồng sáng tác và góp giọng                                        |
| 156 | "Chasing Paper"                                                                                 | 2019 | Giordana Petralia                                  | (Đĩa đơn không nằm trong album)                           | Đồng sáng tác                                                     |
| 157 | "What the Future Holds"                                                                         | 2020 | Steps                                              | What the Future Holds                                     | Đồng sáng tác                                                     |
| 158 | "Fireprayer"                                                                                    | 2021 | Arca                                               | Kick IIIII                                                | Đồng sáng tác                                                     |

## Video âm nhạc
| Tựa đề                                       | Năm  | Góp giọng | Tham gia sản xuất | Tham gia vào video | Đạo diễn(s)              | Ghi chú | Liên quan |
| -------------------------------------------- | ---- | --------- | ----------------- | ------------------ | ------------------------ | --- | --------- |
| "Taken for Granted" (bản gốc)                | 2000 | Có        | Không             | Có                 | Matthew Bate             | | [ 220 ]   |
| "Taken for Granted" (bản alternative)        | 2000 | Có        | Không             | Có                 | Fatima Robinson          | | [ 221 ]   |
| "Little Man"                                 | 2000 | Có        | Không             | Có                 | Cassius Coleman          | | [ 222 ]   |
| "Breathe Me"                                 | 2004 | Có        | Có                | Có                 | Herself, Daniel Askill   | | [ 223 ]   |
| "Numb"                                       | 2004 | Có        | Có                | Không              | Herself, Clemens Habicht | | [ 224 ]   |
| "Sunday"                                     | 2006 | Có        | Có                | Có                 | Herself                  | | [ 225 ]   |
| "Don't Bring Me Down"                        | 2006 | Có        | Không             | Có                 | Nik Fackler              | | [ 226 ]   |
| "Pictures"                                   | 2007 | Có        | Có                | Có                 | Herself                  | | [ 227 ]   |
| "Buttons"                                    | 2007 | Có        | Không             | Có                 | Kris Moyes               | | [ 228 ]   |
| "Day Too Soon"                               | 2008 | Có        | Không             | Có                 | Cat Solen                | | [ 229 ]   |
| "The Girl You Lost to Cocaine"               | 2008 | Có        | Không             | Có                 | Kris Moyes               | | [ 230 ]   |
| "Soon We'll Be Found"                        | 2008 | Có        | Không             | Có                 | Claire Carré             | | [ 231 ]   |
| "You've Changed"                             | 2009 | Có        | Không             | Có                 | Dennis Liu               | | [ 232 ]   |
| "Clap Your Hands"                            | 2010 | Có        | Không             | Có                 | Kris Moyes               | | [ 233 ]   |
| "I'm in Here"                                | 2010 | Có        | Không             | Có                 | David Altobelli          | | [ 234 ]   |
| "Chandelier"                                 | 2014 | Có        | Có                | Không              | Herself, Daniel Askill   | Đồng sáng tác | [ 235 ]   |
| "You're Never Fully Dressed Without a Smile" | 2014 | Có        | Không             | Không              | Unknown                  | | [ 236 ]   |
| "Elastic Heart"                              | 2015 | Có        | Có                | Không              | Herself, Daniel Askill   | | [ 237 ]   |
| "Big Girls Cry"                              | 2015 | Có        | Có                | Không              | Herself, Daniel Askill   | | [ 238 ]   |
| "Fire Meet Gasoline"                         | 2015 | Có        | Không             | Không              | Francesco Carrozzini     | | [ 239 ]   |
| "Alive"                                      | 2015 | Có        | Có                | Không              | Herself, Daniel Askill   | | [ 240 ]   |
| "Cheap Thrills" (hợp tác cùng Sean Paul)     | 2016 | Có        | Không             | Không              | Lior Molcho              | | [ 241 ]   |
| "Cheap Thrills" (Performance Edit)           | 2016 | Có        | Có                | Không              | Herself, Daniel Askill   | Đồng sáng tác | [ 242 ]   |
| "The Greatest"                               | 2016 | Có        | Có                | Không              | Herself, Daniel Askill   | | [ 243 ]   |
| "Never Give Up"                              | 2017 | Có        | Không             | Không              | Lior Molcho              | | [ 244 ]   |
| "Move Your Body" (Single Mix)                | 2017 | Có        | Không             | Không              | Lior Molcho              | | [ 245 ]   |
| "Rainbow"                                    | 2017 | Có        | Không             | Không              | Daniel Askill            | Đồng sáng tác | [ 246 ]   |
| "Santa's Coming for Us"                      | 2017 | Có        | Không             | Không              | Marc Klasfeld            | | [ 247 ]   |
| "Candy Cane Lane"                            | 2017 | Có        | Không             | Không              | Lior Molcho              | | [ 248 ]   |
| "Ho Ho Ho"                                   | 2017 | Có        | Không             | Không              | Lior Molcho              | | [ 249 ]   |
| "Underneath the Mistletoe"                   | 2017 | Có        | Không             | Không              | Lior Molcho              | | [ 250 ]   |
| "Flames"                                     | 2018 | Có        | Không             | Không              | Lior Molcho              | | [ 251 ]   |
| "Audio"                                      | 2018 | Có        | Không             | Không              | Ernest Desumbila         | | [ 252 ]   |
| "Thunderclouds"                              | 2018 | Có        | Không             | Có                 | Ernest Desumbila         | | [ 253 ]   |
| "No New Friends"                             | 2019 | Có        | Không             | Có                 | Dano Cerny               | | [ 254 ]   |
| "Together"                                   | 2020 | Có        | Có                | Không              | Herself                  | Đồng sáng tác; Dựa trên bộ phim của cô "Music"                                                                          | [ 255 ]   |
| "Let's Love" (với David Guetta)              | 2020 | Có        | Không             | Không              | Hannah Lux Davis         | | [ 256 ]   |
| "Del Mar" (với Ozuna & Doja Cat)             | 2020 | Có        | Không             | Không              | Nuno Gomes               | | [ 257 ]   |
| "Snowman"                                    | 2020 | Có        | Không             | Không              | Lior Molcho              | | [ 258 ]   |
| "Hey Boy" (hợp tác cùng Burna Boy)           | 2021 | Có        | Không             | Không              | Rafatoon                 | | [ 259 ]   |
| "Floating Through Space" (với David Guetta)  | 2021 | Có        | Không             | Không              | Lior Molcho              | | [ 260 ]   |
| "Fly Me to the Moon"                         | 2021 | Có        | Không             | Không biết         | Không rõ                 | Hợp tác cùng Square Enix để chào đón sự ra mắt của phiên bản cập nhật mang tên Endwalker cho tựa game Final Fantasy XIV | [ 261 ]   |

### Video hợp tác
| Tựa đề                                                                             | Năm  | Góp giọng | Tham gia vào video | Đạo diễn(s)                | Liên quan |
| ---------------------------------------------------------------------------------- | ---- | --------- | ------------------ | -------------------------- | --------- |
| "I'll Forget You" (Lior hợp tác cùng Sia)                                          | 2008 | Có        | Không              | Natasha Pincus             | [ 262 ]   |
| "I Love It" (Carl Allison & Nick Kozakis Version) (Hilltop Hoods hợp tác cùng Sia) | 2011 | Có        | Không              | Carl Allison, Nick Kozakis | [ 263 ]   |
| "I Love It" (Animal Logic Version) (Hilltop Hoods hợp tác cùng Sia)                | 2011 | Có        | Không              | Toby Grime                 | [ 264 ]   |
| "I Love It" (Blue Tongue Version) (Hilltop Hoods hợp tác cùng Sia)                 | 2011 | Có        | Không              | Nash Edgerton              | [ 265 ]   |
| "Titanium" (David Guetta featuring Sia)                                            | 2011 | Có        | Không              | David Wilson               | [ 266 ]   |
| "Wild Ones" (Flo Rida hợp tác cùng Sia)                                            | 2012 | Có        | Không              | Erik White                 | [ 267 ]   |
| "She Wolf (Falling to Pieces)" (David Guetta hợp tác cùng Sia)                     | 2012 | Có        | Không              | Hiro Murai                 | [ 268 ]   |
| "Battle Cry" (Angel Haze hợp tác cùng Sia)                                         | 2014 | Có        | Không              | Frank Borin                | [ 269 ]   |
| "Guts Over Fear" (Eminem hợp tác cùng Sia)                                         | 2014 | Có        | Không              | Syndrome                   | [ 270 ]   |
| "Déjà Vu" (Giorgio Moroder hợp tác cùng Sia)                                       | 2015 | Có        | Không              | Alexandra Dahlström        | [ 271 ]   |
| "Golden" (Travie McCoy hợp tác cùng Sia)                                           | 2015 | Có        | Không              | Unknown                    | [ 272 ]   |
| "Bang My Head" (David Guetta hợp tác cùng Sia và Fetty Wap)                        | 2015 | Có        | Không              | Hannah Lux Davis           | [ 273 ]   |
| "Wolves" (Kanye West hợp tác cùng Sia và Vic Mensa)                                | 2016 | Có        | Có                 | Steven Klein               | [ 274 ]   |
| "Waterfall" (Stargate hợp tác cùng P!nk và Sia)                                    | 2017 | Có        | Không              | Malia James                | [ 275 ]   |
| "Living Out Loud" (Brooke Candy hợp tác cùng Sia)                                  | 2017 | Có        | Không              | Simon Cahn                 | [ 276 ]   |
| "Dusk Till Dawn" (Zayn hợp tác cùng Sia)                                           | 2017 | Có        | Không              | Marc Webb                  | [ 277 ]   |
| "Exhale" (kenzie hợp tác cùng Sia)                                                 | 2020 | Có        | Không              | Unknown                    | [ 278 ]   |
| "Don't Give Up" (Sam I hợp tác cùng Sia, Busta Rhymes và Vic Mensa)                | 2020 | Có        | Không              | Sam I                      | [ 279 ]   |
| "Titans" (Major Lazer hợp tác cùng Sia và Labrinth)                                | 2021 | Có        | Không              | Ernest Desumbila           | [ 280 ]   |

### Xuất hiện với tư cách khách mời
| Tiêu đề                         | Năm  | Góp giọng | Vai trò  | Đạo diễn(s) | Ghi chú | Liên quan |
| ------------------------------- | ---- | --------- | -------- | ----------- | ------- | --------- |
| "Imagine" (Gal Gadot & Friends) | 2020 | Có        | Bản thân | None        |         | [ 281 ]   |